# Венсан Кобос
Венсан Кобос (фр. Vincent Cobos, нар. 4 березня 1965, Страсбург) — французький футболіст, що грав на позиції захисника.
Виступав, зокрема, за клуб «Страсбур».

## Ігрова кар'єра
У дорослому футболі дебютував 1982 року виступами за команду «Страсбур», у якій провів дев'ять сезонів, взявши участь у 204 матчах чемпіонату. Більшість часу, проведеного у складі «Страсбура», був основним гравцем захисту команди.
Завершив ігрову кар'єру у команді «Епіналь», за яку виступав протягом 1991—1993 років.